# أحذيذ
أحذيذ باللهجة القبائلية: (Aḥdid أو ⴰⵃⴸⵉⴸ) هي قرية تابعة لولاية سطيف ضمن منطقة القبائل بالجزائر. بلغ مجموع عدد سكان أحذيذ حوالي 1170 نسمة لكن اغلبيتهم هاجرو من الفترة الممتدة من 1993م إلى 2013 خاصة إلى مدينتي الجزائر العاصمة وبجاية إضافة إلى فرنسا.